# Morotopithecus bishopi
Morotopithecus bishopi (v překladu „opice z Moroto“) je druh vyhynulých primátů, žijící v časném miocénu v okolí dnešního města Moroto ve východní Ugandě. Dosud je znám pouze jediný druh rodu, Morotopithecus bishopi, považovaný za jednoho z nejstarších zástupců nadčeledi Hominoidea.
Jeho ostatky, které poprvé zachytil William Bishop v 60. letech 20. století na lokalitě Moroto II, byly původně přiřazeny druhu Proconsul major. Další fragmenty nalezl na téže lokalitě v letech 1994 – 1995 Daniel Gebo, jenž posléze celý komplex vyčlenil jako nový druh pod názvem Morotopithecus bishopi. Druhové jméno je odvozeno z příjmení jeho objevitele.
Dosud získané kosterní ostatky jsou nečetné a značně torzovité. Typovým exemplářem je dobře dochované patro s přilehlými partiemi horní čelisti, označené kódem UMP 62-11. Dále bylo nalezeno několik izolovaných zubů, zlomky dolní čelisti, obratlů, stehenních kostí, lopatky a článku prstu.

## Popis

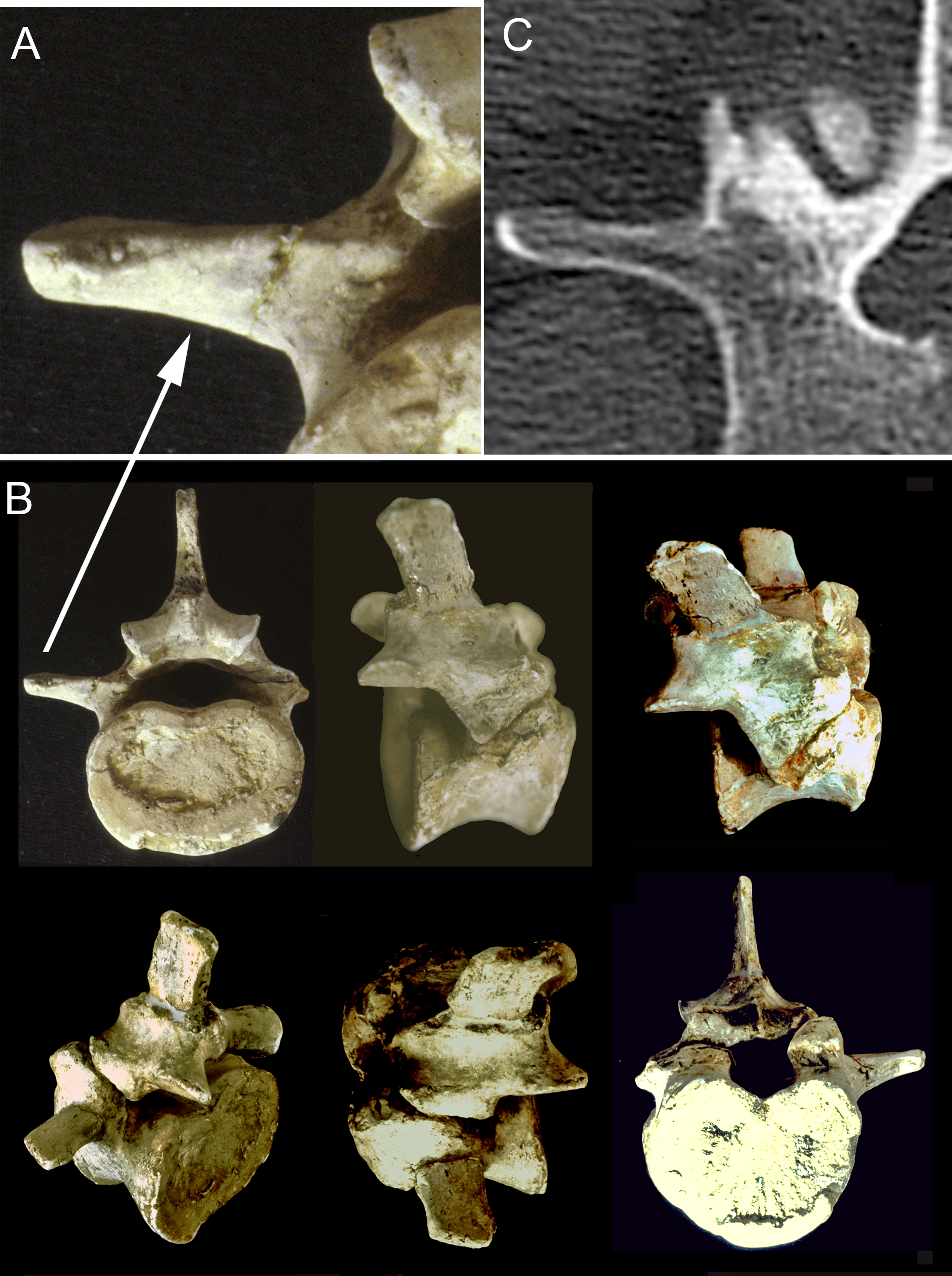
Morotopithecus bishopi - bederní obratel

Morotopithecus představuje relativně velkého primáta, jehož hmotnost je podle dochovaných částí kostry odhadována zhruba na 40 – 50 kg. Předpokládá se, že se podobně jako další časně miocenní hominoidi pohyboval ve větvích stromů, kde se živil převážně ovocem.
Znaky na lebce i na zubech jsou ještě poměrně primitivní, odpovídající dalším nálezům úzkonosých primátů z časného miocénu. Protáhlý čenich doplňovaly u samců výrazné špičáky jako znak silného pohlavního dimorfismu.
Zajímavé jsou nalezené části postkraniální kostry, které nesou znaky, odpovídající moderním lidoopům. Mimo jiné jsou zásadním podkladem pro zařazení rodu Morotopithecus mezi hominoidy.
Velkou pozornost poutají zejména bederní obratle. Jejich podoba naznačuje, že hluboké zádové svaly byly oproti svalstvu kvadrupedních opic v bederní oblasti redukované a nemohly již efektivně pracovat. Bederní část páteře Morotopitheca proto byla méně pružná, přizpůsobená částečně vzpřímenému postoji, podobně jako u moderních zástupců nadčeledi Hominioidea. To znamená, že Morotopithecus se mohl pohybovat lezením a šplháním, zatímco Proconsul, jemuž se jinak podobal, běhal pouze po čtyřech. Alespoň částečnému pohybu v závěsu na větvích odpovídá i podoba kloubního spojení lopatky, které ukazuje na pohyblivější ramenní kloub. Předpoklad vzpřímenější pozice páteře podporují také silné stehenní kosti, utvářené tak, aby unesly tělo při občasném přenesení váhy na zadní končetiny. V současné době se jedná se o nejstarší doklad takového způsobu pohybu, jaký je pozorován u moderních lidoopů.

## Kontroverze
Taxonomická a fylogenetická pozice rodu Morotopithecus je dosud značně nejasná. Zejména vzhledem k malému množství kosterních ostatků je Morotopithecus chápán většinou jako hominoid, zatím však bez možnosti přesnějšího zařazení, tedy jako Hominoidea incertae sedis. Na základě morfologie lebky a zubů je často stavěn do blízkosti prokonsulidů, na počátek vývojové linie hominoidů, avšak podle podoby postkraniální kostry by mohl být dnešním lidoopům mnohem blíže. Pro takové závěry je ovšem získaný materiál dosud příliš torzovitý a většina odborníků se prozatím zdráhá tuto možnost přijmout.
Někteří badatelé vzhledem k malému množství podkladů pochybují o způsobu popsané lokomoce se zapojením šplhu a lezení. Mimo jiné je napadána příslušnost zlomku lopatky k ostatním nalezeným kostem i závěry, vyvozované z velmi fragmentárních stehenních kostí.
Předložena byla i možnost sloučení rodu Morotopithecus s rodem Afropithecus. Podle odpůrců návrhu se oba rody dostatečně odlišují velikostí těla i morfologií stoliček, ačkoliv celková podoba tváře je velmi podobná. Morotopithecus i Afropithecus jsou si v každém případě velmi blízcí a je obtížné vytvářet závěry na základě několika málo zlomků kostí.
Vědci jsou rovněž rozděleni v názoru na otázku, zda je vzpřímenější postoj Morotopitheca znakem, zděděným pozdějšími hominoidy a nebo pouze náhodou, důsledkem konvergentního vývoje.
Velkým problémem rodu Morotopithecus je také datování lokality. Nejnovější datace pomocí modernější metody 40Ar/39Ar z 90. let vykazuje stáří více než 20,6 milionů let, zatímco původní datování pomocí metody 40K/39Ar z 60. let ukazuje na stáří pouhých 17,5 milionů let. Výsledky staršího datování však podporují také data, získaná studiem biostratigrafie.
Vyřešení všech těchto otázek může zásadním způsobem ovlivnit podobu evolučního stromu hominoidů. K jejich potvrzení nebo vyvrácení však budou potřeba další nálezy.